# Mimosa ernestii
Mimosa ernestii är en ärtväxtart som beskrevs av Hermann August Theodor Harms. Mimosa ernestii ingår i släktet mimosor, och familjen ärtväxter. Inga underarter finns listade i Catalogue of Life.